# Irmgard Reichhardt
Irmgard Reichhardt (* 23. August 1935 in Utphe; † 14. Februar 1994 in Frankfurt am Main) war eine deutsche Landwirtin, ehemalige Präsidentin des Deutschen Landfrauenverbandes und Politikerin (CDU).

## Leben und Beruf
Irmgard Reichhardt wurde als Tochter eines Landwirts geboren. Nach der Mittleren Reife an einem Gymnasium besuchte sie die Fachhochschule für Hauswirtschaft. Sie absolvierte eine Hauswirtschaftslehre, legte 1960 die Meisterprüfung im Bereich der ländlichen Hauswirtschaft ab und bewirtschaftete anschließend das Hofgut Ringelshausen in Rabertshausen. Daneben engagierte sie sich in landwirtschaftlichen Organisationen, wurde 1973 Präsidentin des hessischen Landfrauenverbandes und war von 1986 bis 1987 Präsidentin des Deutschen Landfrauenverbands.
Reichhardt wurde am 9. September 1993 in einen schweren Verkehrsunfall verwickelt. Sie erlitt dabei Verletzungen, denen sie am 14. Februar 1994 in einem Frankfurter Krankenhaus erlag.

## Partei
Reichhardt schloss sich am 11. September 1987 der CDU an.

## Abgeordnete
Reichhardt war von 1991 bis zu ihrem Tode Mitglied des Hessischen Landtags. Von 1991 bis 1993 war sie Vorsitzende des Landtagsausschusses für Landwirtschaft, Forsten und Landesentwicklung.

## Öffentliche Ämter
Reichhardt amtierte vom 24. April 1987 bis zum 5. April 1991 als hessische Staatsministerin für Landwirtschaft, Forsten und Naturschutz in der von Ministerpräsident Walter Wallmann geführten Landesregierung.

## Ehrungen
1991 erhielt Irmgard Reichhardt das Bundesverdienstkreuz I. Klasse.